# 茫荡山丹霞兰
茫荡山丹霞兰（学名：Danxiaorchis mangdangshanensis），一种于中国福建省南平市茫荡山地区发现的稀有兰花，属于兰科丹霞兰属，为中国国家二级重点保护野生植物。

## 形态特征
茫荡山丹霞兰植株直立，高10.6–22.2厘米，菌生。根状茎块状，肉质，圆柱形，长2.5–5.3厘米，厚7.0–11.2毫米，具短分枝，长4.5–5.6毫米，无根。花葶圆柱状，浅红棕色，厚4.2－5.8毫米，具3叶鞘；鞘圆柱形，抱茎，膜质，16.2－43.4×4.5－8.7毫米。总状花序，长2.9－9.6厘米，有4－10花；花苞片长圆状披针形，10.5－29.8×3.0－11.1毫米，先端渐尖，浅黄色；花梗和子房亮黄色，13.8－22.9毫米长，无毛；萼片黄色，倒卵状椭圆形，中萼片13.5－17.2×4.8－6.5毫米，钝；侧萼片16.3－18.6×5.9－6.7毫米，钝；花瓣黄色，狭椭圆形，15.5－19.7×6.0－6.5毫米，锐尖；唇瓣3裂，在侧裂片上有3对紫红色条纹，在中间裂片上有紫红色斑点；侧裂片直立，象牙白色，稍抱柱，近方形，4.5－5.6×5.3－6.2毫米；中裂片长圆形，7.8－10.2×6.1－7.8毫米，先端锐尖到钝；唇瓣基部有两个囊，中央有一个胼胝体，呈不明显的Y形（过渡到“T形”），顶端有3个叶耳（auricles），每个叶耳的前部有1个紫红色斑点；胼胝体从花盘基部延伸到中裂片基部，在中裂片基部呈三角形，肉质，宽约3.1毫米，长0.25米，延伸时变窄成隆起的带，宽约1.5毫米，长0.4毫米，带有稀疏的紫红色斑点；蕊柱米色，直，半圆柱形，侧棱狭窄翅，长4.9－6.3毫米，宽2.9毫米，无足；柱头凹，三角形，顶生；花药帽椭圆形，直径约1.3毫米；花粉块4个，两对，狭椭圆形，颗粒状，由易碎的团块组成，每对含有两个大小相等的花粉，有一个厚的尾状体附着在一个共同的亚方形粘液层上，直径约0.5毫米。蒴果紫红色，纺锤形，具有3条明显的带状棱，长37.3－46.8毫米，厚8.9－10.1毫米。种子淡深棕色，圆柱形，1.3×0.3毫米，肉质，种皮表面有蜂窝状条纹。